# كيفين لوندونو
كيفين لوندونو (بالاسبانية: Kevin Londo?o.) (مواليد 23 نوفمبر 1993 في كولومبيا) لاعب كرة قدم كولومبيا يلعب في مركز الجناح .

## مسيرة اللاعب
لعب سابقاً في نادي ليونيس وفورتاليزا الكولومبي وريونيغرو أغيلاس وخاخواريس دي كوردوبا وأونس كالداس و وقع مع نادي حتا في صيف 2020.

## روابط خارجية
- كيفين لوندونو على موقع قاعدة بيانات كرة القدم.إي يو (الإنجليزية)
- كيفين لوندونو على موقع Soccerway.com (الإنجليزية)
- كيفين لوندونو على موقع AS.com (الإسبانية)